# Almudena Guzmán
Almudena Guzmán (Navacerrada, Madrid, 1964) és una poetessa i periodista espanyola.
Llicenciada en Filologia Hispànica, va obtenir el seu doctorat amb una tesi sobre Francisco de Quevedo y Villegas. Col·labora habitualment amb articles d'opinió en el diari ABC i en el seu suplement cultural. Va començar a escriure poesia quan tot just tenia 15 anys, i ha obtingut diversos premis i reconeixements, entre els quals cal destacar l'accèssit del premi Hiperión per l'obra Usted (1986), el premi Ciutat de Melilla, aconseguit tres anys després, amb El libro del Tamar, que va ser prologat per Claudio Rodríguez i el Premi Internacional de Poesia Claudio Rodríguez per El príncipe rojo (2006).
La poesia d'Almudena Guzmán és de temàtica fonamentalment amorosa i sensual. Fa seves dins de les possibilitats expressives de la poesia espanyola contemporània el vers lliure i el llenguatge col·loquial amb freqüents imatges surrealistes.

## Obres
- Poemas de Lida Sal. Madrid, Libros Dante, 1981.
- La playa del olvido. Madrid. Altair, 1984.
- Usted. Madrid. Hiperión, 1986 (finalista del I Premi Hiperión de poesia).
- El libro de Tamar Melilla. Ciudad Autónoma de Melilla, 1989 (Premi Internacional de Poesia Ciutat de Melilla) 2a edició, Granada, La General, 1991.
- Poemas. Palma. Universitat de les Illes Balears, 1999.
- Calendario. Madrid. Hiperión, 2001.
- El príncipe rojo. Madrid. Hiperión, 2005 (Premio Internacional de Poesía Claudio Rodríguez).
- Zonas comunes. Madrid. Visor, 2011 (XXIV Premio Tiflos de Poesía).